# ريكورد جورنال
ريكورد جورنال هي صحيفة يوميَّة أمريكيَّة مقرُّها في Meriden، كونيتيكت. تعُود إلى السنوات التي تلت الحرب الأهلية الأمريكية مُباشرةً. وهي مملوكة لشركة ريكورد جورنال للنشر، وتُعدُّ كيان تجاري مملوك لعائلة تمتلك ويسترلي وويسترلي صن في رود آيلاند.

## مَراجِع
1. 1 2 3  وصلة مرجع: http://www.usnpl.com/addr/aaddressresult.php?id=530.
2. 1 2 3  "صحف.كوم". اطلع عليه بتاريخ 2020-10-05.